# Дідевич Михайло Степанович
Михайло Степанович Дідевич (нар. 25 липня 1925, Краматорськ, Українська РСР — пом. 19 вересня 1987, Дніпропетровськ, Українська РСР) — радянський футболіст і тренер, нападник, майстер спорту СРСР.

## Кар'єра гравця
Дитинство Михайла Дідевича пройшло в рідному Краматорську, де проживав з батьками. Там же захопився футболом. З початком Німецько-радянської війни, його батько — Степан Дідевич, заслужений металург СРСР, разом з сім'єю евакуйований на Урал, в місто Сєров. У 1942 році Михайло Дідевич розпочав грати в місцевій команді «Металурги Сходу». Після звільнення країни від нацистів, відправився до Ленінграда, де навчався на авіаційно-технічних курсах, а також грав за футбольну команду цього навчального закладу.
У 1945 році, Дідевич виступав за команду Будинку офіцерів з Риги, яка брала участь в матчах на першість Латвійської РСР. Там молодий нападник, який вирізнявся потужним ударом з дальньої дистанції, потрапив в поле зору тренерів найсильнішої команди того часу — московського ЦБЧА. Уже наступного сещону Михайло Дідевич перебирається до Москви, де на спочатку грав за дублюючий склад армійців. Дебютував Михайло за основний склад «команди лейтенантів» лише наприкінці сезону 1 вересня 1946 року, в матчі «Динамо» (Тбілісі) - ЦБЧА, вийшовши на заміну у другому таймі замість Миколи Шкатулова. Всього в дебютному сезоні, за що стали чемпіонами московських армійців, провів лише два поєдинки. У наступному чемпіонаті, 28 травня 1947 року, нападник відзначився своїм першим голом у елітному дивізіоні, в гостьовому матчі вразивши ворота ленінградського «Зеніту». З тим же суперником, але вже в поєдинку другого кола на своєму полі, Дідевич вийшов у стартовому складі, замінивши дискваліфікованого Всеволода Боброва, відзначився хет-триком. Загалом, в основному складі ЦБЧА, який того року став чемпіоном, Михайло з'являвся лише зрідка. І лише в чемпіонаті СРСР 1948 року, форвард почав частіше грати та допоміг армійцям вчергове виграти чемпіонат, провів 12 поєдинків та відзначився 6-а голами. Для отримання медалей Михайлу не вистачило лише 1 поєдинку. Стати гравцем основного складу команди, де в лінії нападу тон задавали такі майстри радянського футболу як Всеволод Бобров, Олексій Гринін, Володимир Дьомін, Валентин Ніколаєв, Григорій Федотов, було майже нереально.
У 1950 році, Дідевич переходить в іншу армійську команду Москви - ВМС, яка виступала в класі «Б». За підсумками сезону, колектив здобув перемогу в першості та вийшов до елітного дивізіону. Михайло відразу ж влився до складу, ставши одним з лідерів атакувальної ланки команди. Але втриматися у вищому ешелоні радянського футболу колективу не вдалося, столична команда посіла 13 місце з 15 команд, ВМС знову відправився в клас «Б», а ще через рік, команда була розформована.
У 1953 році Дідевич перейшов у столичний «Локомотив». Але зігравши в стартових матчах чемпіонату, Михайло перестав потрапляти в основний склад та незабаром залишив залізничників, перебравшись в «Спартак» з міста Калінін, а в 1954 році переїжджає до Дніпропетровська, де стає гравцем місцевого «Металурга». Команда зайняла 4 місце в своїй зоні класу «Б». Дідевич, в новому колективі дебютував 18 квітня 1954 року і в першому ж матчі відзначився голом у ворота «Шахтаря» зі Сталіно. А за підсумками всього сезону, забив 17 м'ячів та став кращим бомбардиром своєї команди. У тому ж сезоні, дніпропетровці, багато в чому завдяки й забитим м'ячам свого нападника, дійшли до півфіналу Кубка СРСР, де поступилися єреванському «Спартаку». Всього ж за дніпропетровську команду Дідевич виступав п'ять років, в її складі, в матчах чемпіонату та Кубку країни, забив понад 70 м'ячів, був її лідером та капітаном. Останній сезон, у статусі гравця дніпропетровського «Металурга», провів у 1958 році, знову ставши найкращим бомбардиром команди, забивши 23 м'ячі. По завершенню першості, вирішив завершити кар'єру футболіста.

## Кар'єра тренера
По завершенні кар'єри перейшов на тренерську роботу. У 1960 році очолював дніпродзержинський «Хімік», який виступав у класі «Б». А в середині сезону 1961 року прийняв свій колишній клуб — «Металург», який тренував до кінця сезону, за підсумками першості дніпропетровський колектив фінішував на 14-му місці. З наступного сезону команда отримала нову назву — «Дніпро» та перейшов під патронат Південного машинобудівного заводу. Головним тренером призначили Серафим Холодков. Дідевич також залишився в команді, перейшовши на посаду помічника старшого тренера. У тренерському штабі дніпропетровців Михайло Степанович пропрацював до кінця 1966 року народження, після чого залишив команду майстрів, перейшовши на роботу в спортивний клуб «Метеор», де багато років тренував молодих футболістів та аматорські команди. Брав активну участь у спортивному житті Дніпра, входив до президії дніпропетровської обласної Федерації футболу.
Помер Михайло Степанович Дідевич 19 вересня 1987 роки після важкої хвороби.

## Пам'ять
Іменем Михайла Дідевича названо провулок у Дніпрі, на якому знаходиться база ФК «Дніпро».
З 1988 року в Дніпропетровську проводиться футбольний турнір пам'яті Михайла Дідевича. У 2008 році Дніпропетровською обласною федерацією футболу визнаний переможцем номінації «Найкращі тренери й гравці XX століття» в регіоні.

## Досягнення

### Як гравця
ВМС (Москва)
- Клас «Б» чемпіонату СРСР
  -  Чемпіон (1): 1950

### Індивідуальні
- Найкращий бомбардир «Металурга» (Донецьк): 1954 (17 голів), 1958 (23 голи)

### Відзнаки
- Майстер спорту СРСР